# Agroecomyrmecinae
Agroecomyrmecinae, potporodica mrava kojoj pripada dva živa i dva fosilna roda, s ukupno pet vrsta, od kojih dvije postoje i danas, Ankylomyrma coronacantha i Tatuidris tatusia. Fosilne vrste su †Myrmica duisburgi, †Eulithomyrmex rugosus, †Eulithomyrmex striatus.
Potporodica je nekad imala status tribusa potporodice Myrmicinae, a 2003 dobila je status potporodice.

## Rodovi
1. †Agroecomyrmex[1]
2. Ankylomyrma[1]
3. †Eulithomyrmex[1]
4. Tatuidris[1]